# Nagylózs
Nagylózs es un pueblo húngaro perteneciente al condado de Győr-Moson-Sopron, distrito de Sopron.

## Superficie
Cuenta con una superficie de 19,24 kilómetros cuadrados.

## Demografía
Hasta 2024 la población era de 952 habitantes, con una densidad de población de 49,48 habitantes por kilómetro cuadrado.
| Gráfica de evolución demográfica de Nagylózs entre 2018 y 2024 |
|                                                                |
| Datos según la Oficina Central de Estadística de Hungría.      |